# Andrzej Buck
Andrzej Buck (ur. 3 marca 1953 w Gnieźnie) – literaturoznawca, dziennikarz, edytor, historyk i krytyk teatru, bibliotekoznawca, animator kultury, doktor nauk humanistycznych.

## Życiorys
Studia magisterskie ukończył na Wydziale Humanistycznym (filologia polska) Wyższej Szkoły Pedagogicznej im. T. Kotarbińskiego w Zielonej Górze. Doktorat nauk humanistycznych uzyskał w 1989 na Uniwersytecie Pedagogicznym im. Komisji Edukacji Narodowej w Krakowie. Tego samego roku zdał egzamin państwowy dla bibliotekarzy i dokumentalistów.
W latach 1979–1990 pełnił funkcję zastępcy dyrektora Biblioteki Głównej WSP w Zielonej Górze. Był adiunktem w Zakładzie Bibliotekoznawstwa i Informacji Naukowej WSP w Zielonej Górze. W latach 1983–1988 redaktor prowadzący warszawskiego miesięcznika literacko-naukowego Nowe Książki. Od 1990 do 1993 r. był redaktorem naczelnym dziennika Gazeta Nowa. W latach 1993–2007 związany z Lubuskim Teatrem im. L. Kruczkowskiego w Zielonej Górze. Kolejno pełnił funkcje: kierownika literackiego, następnie od 1998 r. dyrektora naczelnego i artystycznego. Pracował na stanowisku adiunkta w Instytucie Bibliotekoznawstwa i Informacji Naukowej Uniwersytetu Wrocławskiego w latach 1994 do 2001 r. Od 2010 jest dyrektorem Wojewódzkiej i Miejskiej Biblioteki Publicznej im. C. Norwida w Zielonej Górze (starszy kustosz dyplomowany).
Juror festiwali teatralnych, m.in. Międzynarodowego Festiwalu Teatrów Europy Środkowej i Wschodniej „Sąsiedzi”. Organizator imprez artystycznych i literackich, m.in. Nocy Poetów, benefisów, wieczorów autorskich, przeglądów teatralnych – Winobraniowych i Powinobraniowych Spotkań Teatralnych). Twórca, organizator i dyrektor artystyczny Przeglądu Współczesnego Dramatu „Rewizje”, Sceny Młodych Reżyserów i Nowej Dramaturgii oraz Letniego Festiwalu OFF-teatr). W roku 2014 zorganizował Drama Festiwal. Był konsultantem artystycznym Polkowickich Dni Teatru w 2003 i 2004 r. Jest gospodarzem Zielonogórskiego Salonu Poezji, Czytelni Dramatu.PL, członkiem Stowarzyszenia Dyrektorów Teatrów, Związku Artystów i Kompozytorów Sceny oraz członkiem Lubuskiego Stowarzyszenia Miłośników Działań Kulturalnych DEBIUT.
Jest autorem zrealizowanych adaptacji teatralnych. Dyrektor Artystyczny Kozzi Gangsta Film. Festiwal Filmu i Teatru im. Maćka Kozłowskiego w Kargowej (2012-2014). Obecnie Zielonogórskiego Festiwalu Filmu i Teatru. Kozzi… oraz Festiwalu Literackiego Proza Poetów im. Anny Tokarskiej. Zajmuje się krytyką teatralną i literacką..